# Gran Premio Industria e Commercio di Prato 1998
Il Gran Premio Industria e Commercio di Prato 1998, cinquantatreesima edizione della corsa, si svolse il 9 settembre 1998 su un percorso di 199 km, con arrivo a Prato. Fu vinto dallo svizzero Felice Puttini della Ros Mary-Amica Chips davanti agli italiani Massimo Donati e Davide Rebellin.

## Ordine d'arrivo (Top 10)
| Pos. | Corridore            | Squadra               | Tempo    |
| ---- | -------------------- | --------------------- | -------- |
| 1    | Felice Puttini       | Ros Mary-Amica Chips  | 4h51'27" |
| 2    | Massimo Donati       | Saeco                 | a 3"     |
| 3    | Davide Rebellin      | Team Polti            | a 5"     |
| 4    | Wladimir Belli       | Festina-Lotus         | s.t.     |
| 5    | Oscar Pellicioli     | Mercatone Uno-Bianchi | a 9"     |
| 6    | Sandro Giacomelli    | Amore & Vita          | a 1'10"  |
| 7    | Daniele Nardello     | Mapei-Bricobi         | s.t.     |
| 8    | Marco Vergnani       | Kross-Selle Italia    | s.t.     |
| 9    | Maurizio de Pasquale | Amore & Vita          | s.t.     |
| 10   | Gianni Faresin       | Mapei-Bricobi         | s.t.     |